# Eubaphe deceptata
Eubaphe deceptata là một loài bướm đêm trong họ Geometridae.